# Into the Grave
Into the Grave è il primo album della band death metal svedese Grave, pubblicato il 30 agosto 1991 dalla Century Media Records. Il 17 settembre 2001 è stato ristampato con l'aggiunta di alcuni brani provenienti dal Tremendous Pain EP e alcune tracce demo.

## Tracce
1. Deformed – 4:07
2. In Love – 3:36
3. For Your God – 3:46
4. Osbcure Infinity – 3:08
5. Hating Life – 3:02
6. Into the Grave – 4:09
7. Extremely Rotten Flesh – 4:36
8. Haunted – 3:39
9. Day of Mourning – 3:35
10. Inhuman – 3:52
11. Banished to Live – 4:50
12. Tremendous Pain (brano incluso nella versione rimasterizzata del 2001) – 3:29
13. Putrefaction Remains (brano incluso nella versione rimasterizzata del 2001) – 2:53
14. Haunted (brano incluso nella versione rimasterizzata del 2001) – 3:29
15. Day of Mourning (brano incluso nella versione rimasterizzata del 2001) – 3:34
16. Eroded (brano incluso nella versione rimasterizzata del 2001) – 3:16
17. Inhuman (brano incluso nella versione rimasterizzata del 2001) – 3:39
18. Obscure Infinity (brano incluso nella versione rimasterizzata del 2001) – 3:12

## Formazione
- Ola Lindgren - voce secondaria, chitarra
- Jörgen Sandström - voce, chitarra
- Jonas Torndal - basso
- Jens Paulsson - batteria